# ペドロ・セア
ホセ・ペドロ・セア（José Pedro Céa, 1900年9月1日 - 1970年9月18日）は、ウルグアイ出身のサッカー選手である。ポジションはFW。
1923年から1932年までウルグアイ代表のFWとしてプレイ。その間、南米選手権（現コパ・アメリカ）、オリンピック、地元ウルグアイで開かれた第1回FIFAワールドカップなど、数々のタイトル獲得に貢献した。1930年W杯では4試合に出場、得点王のギジェルモ・スタービレに次ぐ5得点を挙げた。アルゼンチンとの決勝戦では同点ゴールをマークしている。

## 獲得タイトル

### 代表
- 南米選手権　2回（1923年、1924年）
- オリンピック　2回（1924年、1928年）
- FIFAワールドカップ　1回（1930）
- リプトンカップ　3回（1924年 1927年 1929年）
- ニュートンカップ　2回（1929年 1930年）

### クラブ
- ウルグアイリーグ　2回（1933年 1934年）